# Ruth McAneny Loud

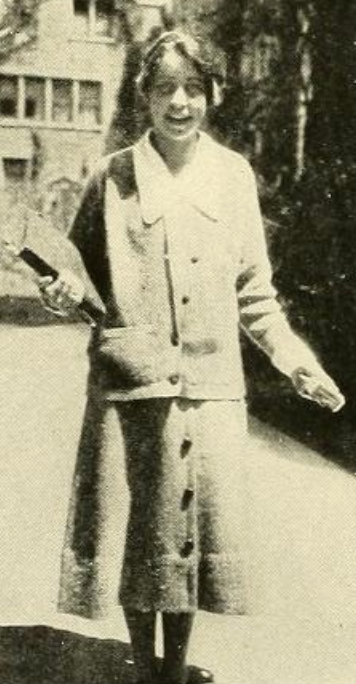
Ruth McAneny Loud (1923)

Ruth McAneny Loud (* 1901; † 2. Januar 1991 in New York City) war eine US-amerikanische Pädagogin und Kunstverwalterin. Sie war die erste Präsidentin der Municipal Art Society in New York City.

## Leben und Werk
McAneny Loud war die Tochter des Journalisten und Stadtreformers George McAneny und Marjorie Jacobi McAneny, die eine Tochter des New Yorker Arztes und Forschers Abraham Jacobi und Mary Corinna Putnam Jacobi war. Sie wuchs in Manhattan auf, besuchte die Brearley School und studierte dann am Bryn Mawr College, das sie 1923 abschloss. 
Sie heiratete 1928 Sherman Loud, mit dem sie zwei Kinder bekam. Von 1929 bis 1946 unterrichtete sie an der Brearley School und lernte dort durch ihre Verbindungen Agnes Adams Wales kennen, mit der sie 1946 New York! New York! A Knickerbocker Holiday For You and Your Children veröffentlichte. 

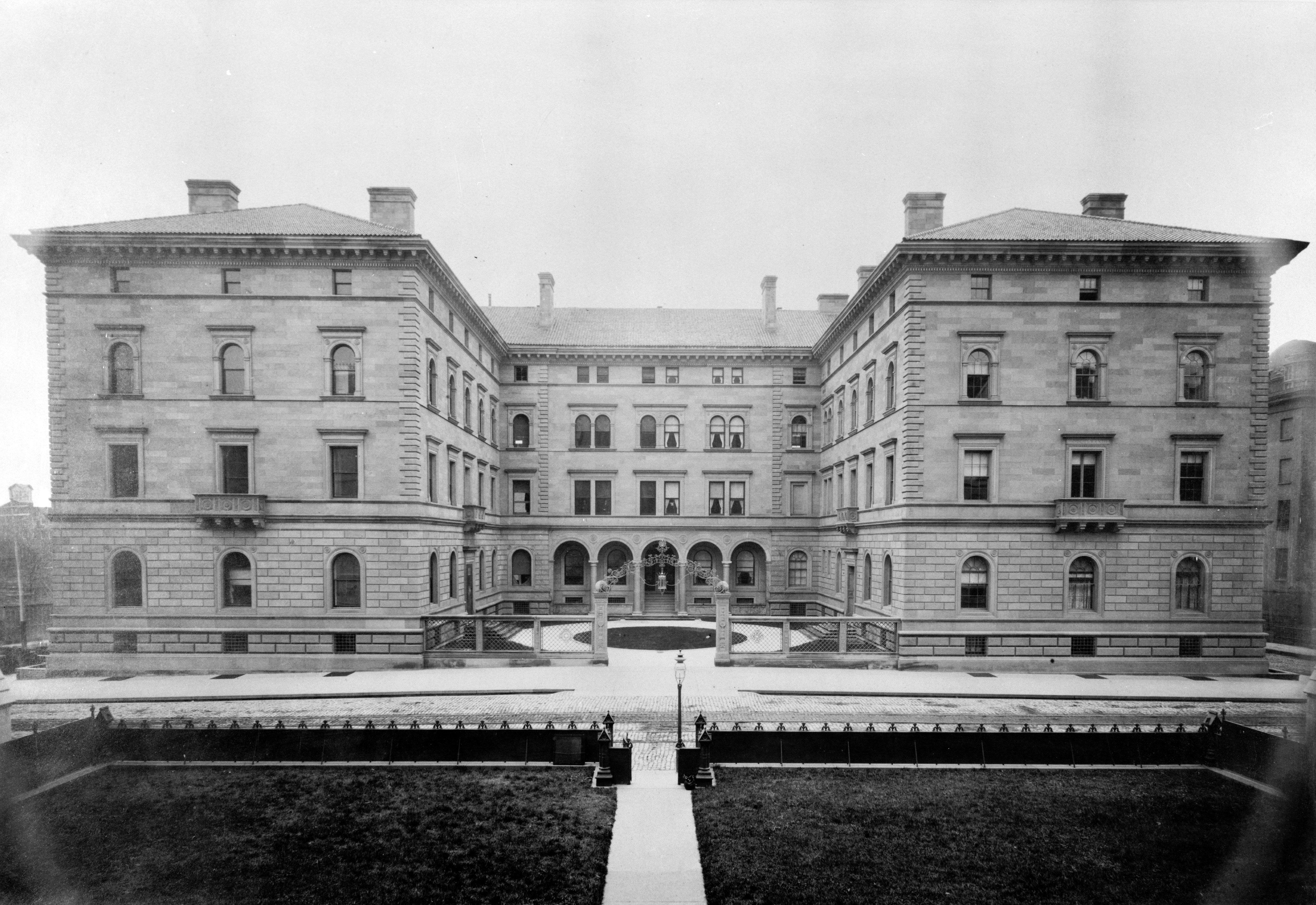
Villard Houses, 451-457 Madison Avenue & 24 East Fifty-first Street, New York. Sitz der Municipal Art Society, um 1890

Danach war sie Direktorin für Entwicklung im Museum der Stadt New York. Sie trat 1954 nach dem Tod ihres Vaters der Municipal Art Society bei und war von 1965 bis 1970 deren Präsidentin. Bis zu ihrem Tod arbeitete sie weiterhin im Vorstand der Municipal Art Society und fungierte als Verwalterin der Papiere ihres Vaters. McAneny Loud starb am 31. Dezember 1990 im Alter von 89 Jahren.

## Veröffentlichungen
- mit Agnes Adams Wales: New York! New York!: A Knickerbocker Holiday for You and Your Children. Duell, Sloan and Pearce, 1946.